# Breitensee
Breitensee est une partie (canton) du 14e arrondissement de Vienne Penzing, c'est aussi une des 89 communautés cadastrales de Vienne.

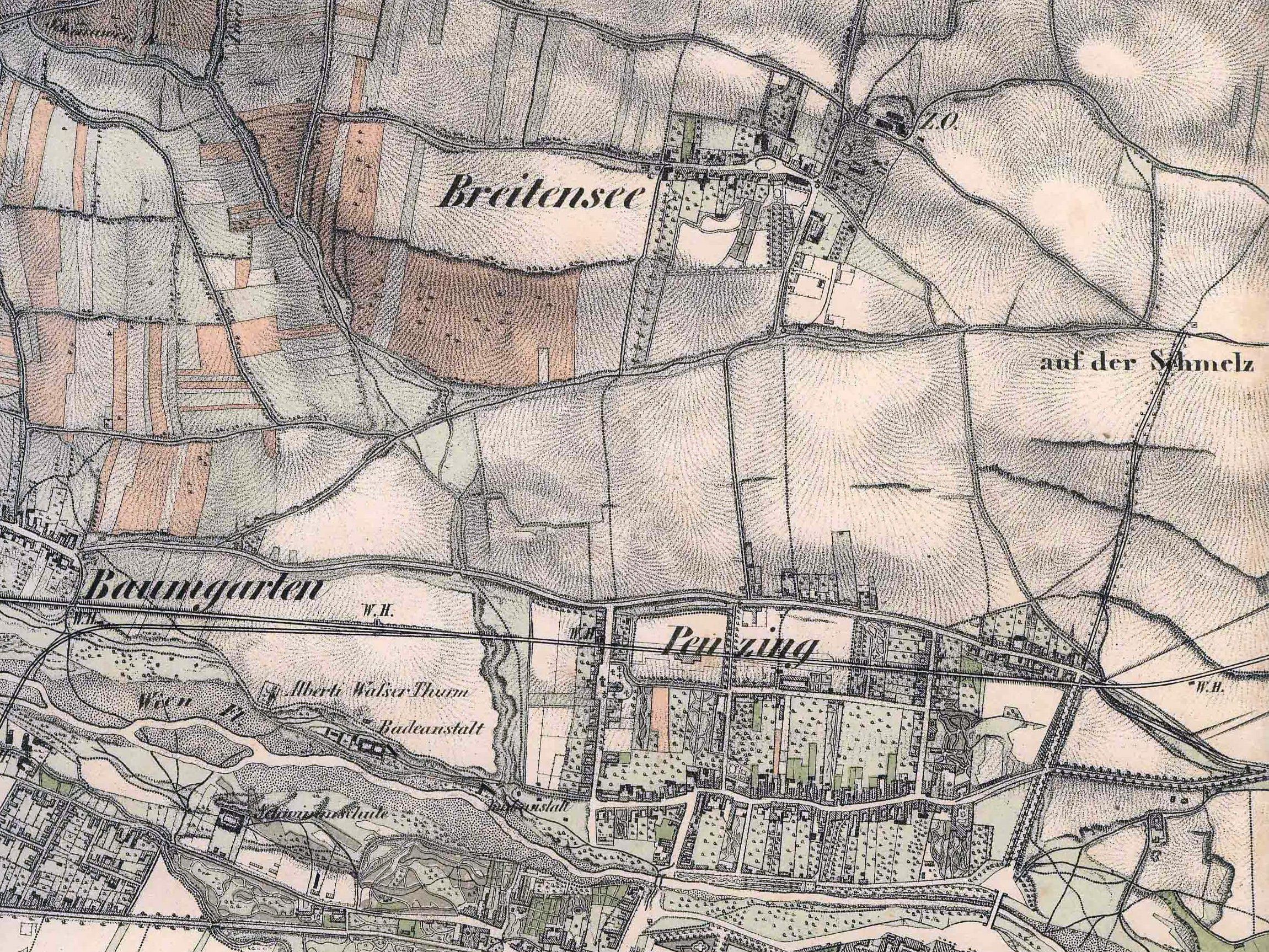
Carte de Breitensee vers 1860